# 脂蛋白

脂蛋白结构（乳糜微粒）。
ApoA、ApoB、ApoC和ApoE：载脂蛋白；T：三酰甘油）；C：胆固醇；绿色：磷脂

脂蛋白（lipoprotein）是由脂质与蛋白质结合在一起形成的复合物，也可视为一种与脂质复合的水溶性蛋白，属于一种生化装配件（assembly）。脂蛋白的结构具有：“疏水脂类”的核心（具有甘油三酯和胆固醇的中心）、围绕着核心的“极性脂类”（磷脂）外壳、镶嵌在外壳上的载脂蛋白。外壳磷脂的亲水部分向外朝向周围的水，亲脂部分向内朝向脂质中心。
脂蛋白的主要功能是在“水中”运输疏水性脂质（也称为脂肪）分子，此处的“水”在生物体中是例如血浆或其他细胞外液的体液。许多酶、载体、结构蛋白、抗原、黏附素和毒素都是脂蛋白。其中例子包括：可以载着脂肪在血液中流动的高密度与低密度脂蛋白、线粒体与叶绿体上的跨膜蛋白以及细菌脂蛋白。

## 功能
脂蛋白颗粒的目的是在体内的血液中转运脂类（例如胆固醇）。
所有细胞都使用及依赖脂肪和胆固醇作为构造多种生物膜的建筑材料，细胞使用生物膜以控制内部水、内部水溶物以及组织内部结构和蛋白质酶促系统。
脂蛋白颗粒中磷脂、胆固醇和载脂蛋白的亲水基团面向外边。这样的表征使它们得以溶解于基于盐水的血池之中。而甘油三酯脂肪以及胆固醇酯则存在于脂蛋白的内部，磷脂单层和载脂蛋白将之与水相屏蔽起来。
与脂蛋白颗粒表面蛋白之间的相互作用类型有：①与血液中的酶相互作用、②它们之间相互作用③与细胞表面的特异性蛋白结合以决定到底是甘油三酸酯还是胆固醇将会添加到脂蛋白颗粒上面或是从脂蛋白上面移除。
就粥样斑的形成与发展的过程而言是与衰退过程截然相反的，其主要问题出在胆固醇的转运模式上，而不是胆固醇浓度上。

### 跨膜脂蛋白
脂类常常是复合体不可或缺的一部分，尽管它们看似本身没有催化活性。为了将跨膜脂蛋白与和它结合的生物膜相分开，就常常需要一些去垢剂（一些脂类）。

## 分类

### 按密度分
脂蛋白常以以下方式分类，下面以体积从大到小和密度从小到大将他们列出。如果脂蛋白所含的脂肪比蛋白质更多的话，他们就会比较大且密度较小。它们是基于电泳以及差速离心数据而分类的。
- 乳糜微粒将甘油三酯（脂肪）从肠脏带往肝脏、骨骼肌和脂肪组织。
- 极低密度脂蛋白（VLDL）将（新合成的）甘油三酯从肝脏带往脂肪组织。
- 中间密度脂蛋白（IDL）的密度和大小介于极低密度脂蛋白与低密度脂蛋白之间。在血液中常检测不到他们的存在。
- 低密度脂蛋白（LDL）将胆固醇从肝脏带到身体细胞中。低密度脂蛋白有时也叫做“坏胆固醇”脂蛋白。
- 高密度脂蛋白（HDL）从身体组织中收集胆固醇并将它们带回肝脏。高密度脂蛋白有时也叫做“好胆固醇”脂蛋白。

| 脂蛋白          | 脂蛋白         | 脂蛋白       | 脂蛋白           | 脂蛋白           | 脂蛋白         | 脂蛋白             |
| --------------- | -------------- | ------------ | ---------------- | ---------------- | -------------- | ------------------ |
| 密度（克/毫升） | 分类           | 直径（纳米） | 蛋白质（百分比） | 胆固醇（百分比） | 磷脂（百分比） | 甘油三酯（百分比） |
| >1.063          | 高密度脂蛋白   | 5～15        | 33               | 30               | 29             | 4                  |
| 1.019～1.063    | 低密度脂蛋白   | 18～28       | 25               | 50               | 21             | 8                  |
| 1.006～1.019    | 中间密度脂蛋白 | 25～50       | 18               | 29               | 22             | 31                 |
| 0.95～1.006     | 极低密度脂蛋白 | 30～80       | 10               | 22               | 18             | 50                 |
| <0.95           | 乳糜微粒       | 100～1000    | <2               | 8                | 7              | 84                 |

### α与β
根据血清蛋白电泳中的蛋白质分类，也可以将脂蛋白分为“α”和“β”类，这一术语有时用于描述诸如无β脂蛋白血症之类的脂类紊乱。

### 脂蛋白（a）
在心血管病诊断测试中，脂蛋白（a）——Lp(a)含量在：
< 14 mg/dL :正常
14-19 mg/dL : ?
> 19 mg/dL :高危
有些做法可以降低其含量：多做有氧运动、服用烟酸、服用阿司匹林以及服用没药脂。

## 代谢
在体内处理脂蛋白的过程被称为“脂蛋白代谢”。它分为两套途径，分别是外源性途径和内源性途径，大多数是基于所讨论的脂蛋白是主要是来自于膳食（外源性途径）或是由肝脏所产生（内源性途径）

### 外源性途径
小肠膜上皮细胞很容易地从富于营养的食物中吸收脂质。这些脂质，包括甘油三酯、磷脂和胆固醇，被载脂蛋白B-48组装进乳糜微粒之中。这些新生的乳糜微粒被肠上皮细胞分泌到淋巴循环之中，此过程在很大程度上依赖于载脂蛋白B-48。当它们在淋巴管中循环时，这些新生的乳糜微粒绕过肝脏循环并且通过胸导管排放到血流之中。
在血液中，高密度脂蛋白颗粒将载脂蛋白C-II与载脂蛋白E送给新生的乳糜微粒；现在，乳糜微粒可以被看作为成熟型的了。借助载脂蛋白C-II的作用，成熟的乳糜微粒激活一种称为脂蛋白脂肪酶（LPL）的酶，这种酶位于血管内皮细胞膜上。脂蛋白脂肪酶催化甘油三酯（即甘油共价结合在脂肪酸上）的水解，最终从乳糜微粒中释放出甘油以及脂肪酸。甘油和脂肪酸可以被吸收到周缘组织中，特别是脂肪和肌肉之中，以作为能量和储备之用。
被水解的乳糜微粒可以被叫做乳糜微粒残体。乳糜微粒残体会继续循环下去，直到在载脂蛋白E的帮助下与乳糜微粒残体受体相互作用为止，这些受体多数见于肝脏之中。该相互作用会导致乳糜微粒残体被胞吞，它接下来会被溶体水解。溶体水解会释放甘油和脂肪酸进入细胞中，细胞会将其作为产能用或储存起来以备后用。

### 内源性途径
肝脏是脂蛋白的另一个重要来源，主要是极低密度脂蛋白。甘油三酯和胆固醇被载脂蛋白B-100组装起来形成极低密度脂蛋白颗粒。新生的极低密度脂蛋白颗粒通过依赖与载脂蛋白B-100的途径被释放进血流之中。
在乳糜微粒代谢之中，极低密度脂蛋白颗粒中的载脂蛋白C-II与载脂蛋白E是从高密度脂蛋白颗粒中索取的。一旦被装载上载脂蛋白C-II与载脂蛋白E，新生极低密度脂蛋白颗粒就可以被认为是成熟的了。
与乳糜微粒相同，极低密度脂蛋白颗粒也参加循环并且也被位于血管内皮细胞上的脂蛋白脂肪酶水解。载脂蛋白C-II激活脂蛋白脂肪酶，致使极低密度脂蛋白颗粒的水解并释放出甘油和脂肪酸。这些产物可以被周缘组织从血液中吸收，主要是脂肪和肌肉。被水解的极低密度脂蛋白颗粒现在叫做极低密度脂蛋白残体或称为中间密度脂蛋白（IDL）。极低密度脂蛋白残体可以继续参与循环，并且通过载脂蛋白E与残体受体相互作用，被肝脏吸收以及被肝酯酶进一步水解。
它被肝酯酶水解后会产生甘油和脂肪酸，留下中间密度脂蛋白残体，称作低密度脂蛋白（LDL），其中有相对较高的胆固醇含量。低密度脂蛋白继续循环并被肝脏以及周缘组织吸收。通过低密度脂蛋白受体与低密度脂蛋白颗粒表面的载脂蛋白B-100或E之间的相互作用，低密度脂蛋白与目标组织发生结合。通过胞吞作用被吸收进去，被内化的低密度脂蛋白颗粒在溶酶体中被水解，释放出主要成分为胆固醇的脂类。